# 大駱駝艦
大駱駝艦（だいらくだかん）は、日本の舞踏カンパニー。

## 概要
1972年、麿赤兒を中心に結成。1980年前後、北方舞踏派、背火、山海塾、白虎社、ダンス・ラブマシーンなどに分派する。1982年、『海印の馬』でアメリカン・ダンス・フェスティバル、アヴィニヨン・フェスティバルに参加、アメリカで舞踏への関心が高まる。「この世に生を受けたことこそ大いなる才能」とする天賦典式をその様式に具現し、忘れ去られた身振り、手振りを多く取り込み、再構築するパフォーマンスで注目を集める。2013年現在で、60を超える作品を上演。常に若手舞踏手育成に注力し、麿赤兒の基本的な考えである｢一人一派｣を実践する。吉祥寺を拠点に、スタジオ｢壺中天（こちゅうてん）｣にて、メンバーによる種々のユニット作品を上演。壺中天公演と称して国内外で公演を続けるなど活躍する。
特に、男性数名と女性数名で構成される集団ユニット「ゴールデンズ」が行う、ほぼ全裸で体中に金粉を塗って踊る「金粉ショー」はその特異さで注目を集め、「大須大道町人祭」や「高円寺びっくり大道芸」などにも出演し、各地で公演を行っている（2015年の途中から女性はトップレスでなくビスチェ〈上着〉着用に）。
その他、一般人を対象にしたワークショップ｢無尽塾（むじんじゅく）｣を主催し、夏季には、長野県白馬村において合宿を行っている。

## 略歴
- 1972年、麿赤兒を主宰とし創設[1]。
- 1974年、舞踊批評家協会賞受賞[1]。
- 1982年、舞踏カンパニーとしては、初めてアメリカ、フランスで公演を行い、鮮烈な印象を与え、｢Butoh｣を浸透させる[1]。
- 1987年、舞踊批評家協会賞受賞[1]。
- 1996年、舞踊批評家協会賞受賞[1]。
- 1999年、舞踊批評家協会賞受賞[1]。
- 2007年、舞踊批評家協会賞受賞[1]。

## 主な公演
- 『Dance 桃杏マシン』1972年
- 『陽物神譚』
- 『皇大睾丸』
- 『男肉物語』
- 『嵐』
- 『海印の馬』1982年

## 映像出演
- 『天皇の世紀』 1974年
- 『あゝ、荒野』 2017年